# Dissolve
Dissolve er en dansk kortfilm fra 2004 med instruktion og manuskript af Maria Lomholt Thomsen.

## Handling
Denne artikel mangler et handlingsreferat. Hjælp os med at skrive det.